# Кривые Озёра
Кривые Озёра — посёлок в Пинежском районе Архангельской области. Входит в муниципальное образование «Пинежское».
Находится в тайге в 22 км к северо-северо-западу от посёлка Пинега и в 115 км от села Карпогоры. Расположен на берегу небольшого озера из группы Кривых озёр. Имеется подъездная автодорога к посёлку от Пинеги.

## Население
| 2002 | 2010 | 2012 |
| ---- | ---- | ---- |
| 207  | ↘162 | ↗229 |